# نبرد ترنتون
نبرد ترنتون (انگلیسی: Battle of Trenton) یک نبرد محوری در تاریخ جنگ انقلاب آمریکا است که در صبح روز ۲۶ دسامبر سال ۱۷۷۶ در ترنتون نیو جرسی صورت گرفت، شب قبل از نبرد، جرج واشینگتن بدنهٔ اصلی سپاه خود را که همان ارتش قاره‌ای بود، با عبور از رودخانهٔ دلاوار در شمال ترنتون به مقابله با سربازان هسیان فرستاد. پس از یک نبرد کوتاه به تقریب تمام سربازان گونی دستگیر شدند، تاکتیک منحصر به فرد واشینگتن در عبور دادن لشکرش از رودخانهٔ دلاور و همچنین اضافه شدن نیروهای تازه‌نفس باعث پیروزی چشمگیر او در این نبرد بود.